# Yên Hòa, Nghệ An
Yên Hòa là một xã thuộc tỉnh Nghệ An, Việt Nam. Xã được hình thành trên cơ sở sáp nhập xã Yên Thắng và xã Yên Hòa của huyện Tương Dương trong đợt Sáp nhập tỉnh thành Việt Nam 2025.

## Địa lý
Xã Yên Hòa có vị trí địa lý:
- Phía Đông giáp xã Nga My;
- Phía Nam giáp xã Tam Quang và xã Châu Khê;
- Phía Tây giáp xã Yên Na;
- Phía Bắc giáp xã Yên Na và xã Nga My.

Xã Yên Hòa có diện tích tự nhiên 211,01 km².

## Hành chính và tên gọi
Xã Yên Hòa được thành lập theo Nghị quyết số 1678/NQ-UBTVQH15 của Ủy ban Thường vụ Quốc hội Việt Nam, ban hành ngày 16 tháng 6 năm 2025. Theo đó, sắp xếp toàn bộ diện tích tự nhiên, quy mô dân số của xã Yên Thắng và xã Yên Hòa thuộc huyện Tương Dương trước đây thành một xã mới có tên gọi là xã Yên Hòa.
Trước đó, theo Đề án sắp xếp đơn vị hành chính cấp xã tỉnh Nghệ An, xã này là xã Tương Dương 6.
Sau sắp xếp xã có diện tích tự nhiên: 211,01 km², quy mô dân số: 8.418 người.